# Kaliman Island
Kaliman Island (englisch; bulgarisch остров Калиман ostrow Kaliman) ist eine flache, dreieckige, in südsüdost-nordnordwestlicher Ausrichtung 250 m lange und 80 m breite Felseninsel im Archipel der Südlichen Shetlandinseln. In der Walker Bay der Livingston-Insel liegt sie 3,9 km nordwestlich des Hannah Point, 9,5 km nordöstlich des Bond Point und 4,62 km südlich des Snow Peak. Sie ist im Norden über einen 600 m langen Tombolo aus Moränengeröll mit der Livingston-Insel verbunden. Freigelegt wurde sie durch den Rückzug des Werila-Gletschers zu Beginn des 21. Jahrhunderts.
Bulgarische Wissenschaftler kartierten sie 2005, 2009 und 2017. Die bulgarische Kommission für Antarktische Geographische Namen benannte sie 2017 nach dem bulgarischen Zaren Kaliman I. Assen (1234–1246).